# Adolé Isabelle Glitho-Akueson
Adolé Isabelle Glitho-Akueson, née le 4 mai 1949, est une entomologiste togolaise, professeure de biologie animale à l'université de Lomé. Elle est présidente du comité de l'UNESCO Femmes, sciences et gestion durable de l'eau en Afrique de l'Ouest et en Afrique centrale et membre de l'Académie africaine des sciences.

## Biographie
Glitho-Akueson naît le 4 mai 1949 à Covè, au Dahomey. Elle effectue ses études secondaires au Bénin et y a également obtenu un diplôme de premier cycle de l’enseignement supérieur. En 1973, elle s'installe en France pour étudier à l'université de Bourgogne, où elle obtient une maîtrise en biologie animale en 1975. Elle poursuit ses études et obtient un doctorat en physiologie des insectes en 1977
En 1978, elle retourne en Afrique de l'Ouest et obtient un premier poste académique en biologie animale à la Faculté des Sciences de l'Université de Lomé en septembre 1978. En 1981, elle est nommée maître de conférences. En 1989, elle obtient une bourse d'études, financée par l'Union africaine, pour étudier la microscopie électronique à l'université de Tours. En 1992, elle est nommée professeure adjointe en biologie animale (spécialité entomologie) à l'université de Lomé. En 1998, elle est nommée professeure titulaire.
Glitho-Akueson est employée comme chercheur invité aux universités de Tours (1993-2011), Niamey et Ouagadougou (1990-2015),. Son expertise porte sur la gestion intégrée des populations de ravageurs. Elle est membre du comité consultatif de la Fondation sécurité alimentaire durable pour l'Afrique de l'Ouest et du Centre (SADAOC). Elle est titulaire d’une chaire à l’UNESCO Femmes, science et gestion durable de l'eau en Afrique de l'Ouest et experte en matière d'accès des femmes à l'enseignement supérieur en Afrique. Elle est vice-présidente de l'Académie nationale des sciences, des arts et des lettres du Togo (ANSALT) et membre de l'Académie africaine des sciences. En 2014, elle se voit attribuer par la Communauté économique des États de l'Afrique de l'Ouest le Prix scientifique Kwamé N’Krumah,,,.